# Prisión de Makindye
La Prisión de Makindye (en inglés: Makindye Prison) era una prisión estatal del Gobierno de Uganda que se hizo famosa por los reportes de asesinatos y ejecuciones extrajudiciales de opositores durante la época del dictador de Uganda, Idi Amin. La Prisión Makindye comenzó y fue construida como una prisión civil normal. Pero se convirtió en una prisión militar en 1971 cuando el dictador Idi Amin tomó el poder. Las autoridades de Amin entonces comenzaron a detener a los opositores al gobierno de ese país. John Kakonge, exministro de Uganda de Agricultura bajo Milton Obote, fue llevado a la prisión de Makindye donde se reportó que su cráneo fue aplastado por un martillo.